# 伍德斯托克 (明尼蘇達州)
伍德斯托克（英語：Woodstock）是一個位於美國明尼蘇達州派普斯通縣的城市。

## 歷史
伍德斯托克於1879年成立，得名自伊利諾州的伍德斯托克。同年設立營運至今的郵局，1892年升格為城市。

## 人口
根據2020年美國人口普查的數據，伍德斯托克的面積為1.40平方千米，皆為陸地。當地共有人口110人，而人口密度為每平方千米79人。